# Szürke madársóska
A szürke madársóska (Oxalis corniculata) a madársóskafélék családjába tartozó, az egész világon elterjedt gyomnövény.

## Megjelenése
A szürke madársóska maximum 20 cm magas, földön elterülő, lágyszárú egynyári vagy évelő növény. Szára 10–40 cm-es, a földön kúszik és a csomóknál legyökerezhet. Csak a virágzó hajtás egyenesedik fel. A száron lévő szőrök elállnak vagy kissé visszahajolnak. Váltakozó állású levelei általában bíboros színűek, de zöldek is lehetnek. A levelek hármasan összetettek, a levélkék hosszuk egyharmadáig-egynegyedéig karéjosak. A levélnyél aljánál hegyes végű, 0,4-0,8 mm széles, derékszögben kiálló pálhalevelek figyelhetők meg. A többi madársóskához hasonlóan gyenge fényviszonyok között levelei összecsukódnak. Szára és levelei oxálsavtartalmuk miatt savanyúak.
Április-szeptember között virágzik. Virágzata ernyőszerű, 1-5 virágból áll. Öt sárga szirma 4–7 mm hosszú. A porzók száma 10. A virágkocsány legalább a terméses állapotban visszatört. A virágzati fellevelek 1,5–2,5 mm hosszúak.
Termése 12–15 mm-es toktermés, amelyen hosszabb elálló és kisebb rásimuló szőrök találhatóak. 1,2-1,5 mm-es magvai sötétbarnák,  rajtuk 6–8 barna élű keresztirányú ránc figyelhető meg.
A szürke madársóskán kívül Magyarországon három másik rokon faj fordul elő, az őshonos erdei madársóska (O. acetosella) és a szintén invazív parlagi madársóska (O. dillenii) és felálló madársóska (O. stricta).

## Elterjedése
Eredetileg feltehetően a Földközi-tenger mentén volt őshonos, de mára az egész világon elterjedt. Európában északi határa kb. Észak-Franciaország szélességén található. Gyomnövényként egyaránt megtalálható Sri Lanka és Tajvan teaültetvényein, Japán rizs- és Etiópia gabonaföldjein; de előfordul Ausztráliában, Dél- és Észak-Amerikában és a trópusi Afrikában. Még az Antarktiszhoz közeli Crozet és Kerguelen-szigeteken is felbukkant.
Magyarországon első felbukkanása nem dokumentált. Az egész országban gyakori, kivéve a Tiszántúlon: ott csak szórványosan fordul elő. Inváziós növényfaj, de számottevő természetvédelmi gondot nem okoz.

## Életciklusa
Melegebb éghajlat alatt évelő, hűvösebb körülmények között (mint Magyarországon) egynyári növény. Főleg magokkal, kisebb mértékben vegetatívan terjed. Felnyíló tokterméseik több méterre is elszórják a magokat, amelyek legjobban 15–26 °C-on csíráznak. A virágok áprilisban jelennek meg rajta, de folyamatosan virágzik, egészen szeptember végéig-október elejéig. Önmegporzó vagy rovarok porozzák be.
Kertekben, parkokban, járdaszéleken, üvegházakban gyakori  növény. Fénykedvelő, de tűri az árnyékolást. A nedves, üde, semleges vagy kissé savanyú talajt preferálja. 

## Felhasználása
Levelei ehetőek, kellemesen savanyú ízűek, de oxálsavtartalma miatt nagyobb mennyiségben fogyasztva megköti a szervezet kalciumtartalékait, a kalcium-oxalát kristályok pedig károsíthatják a vesét.
A növénynek féreghajtó, gyulladáscsökkentő, vérzéscsillapító, vízhajtó, menstruációt elősegítő, lázcsillapító és étvágykeltő hatást tulajdonítanak. Levelének nedve antibakteriális hatású. 

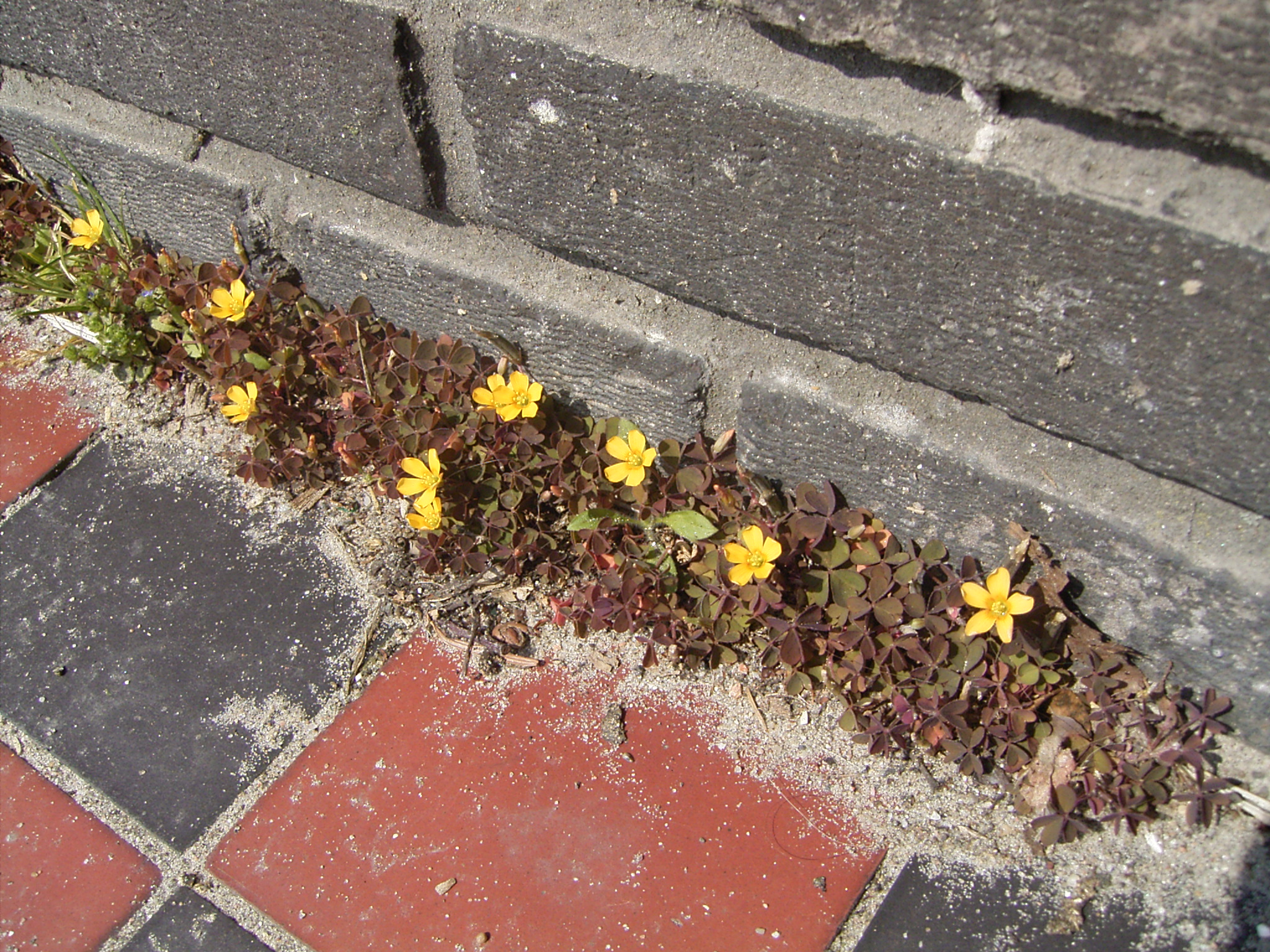
Habitusa
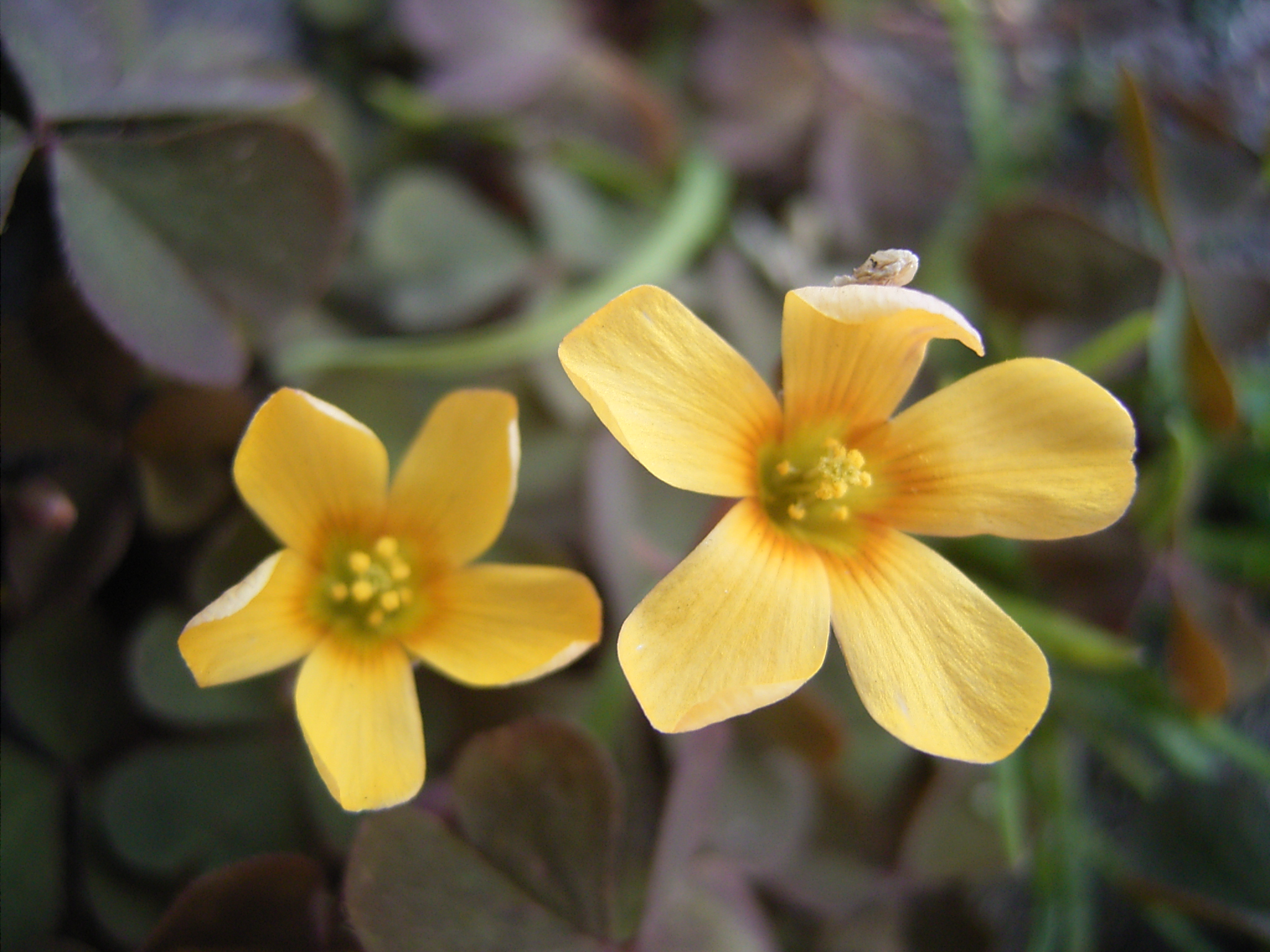
Virágai
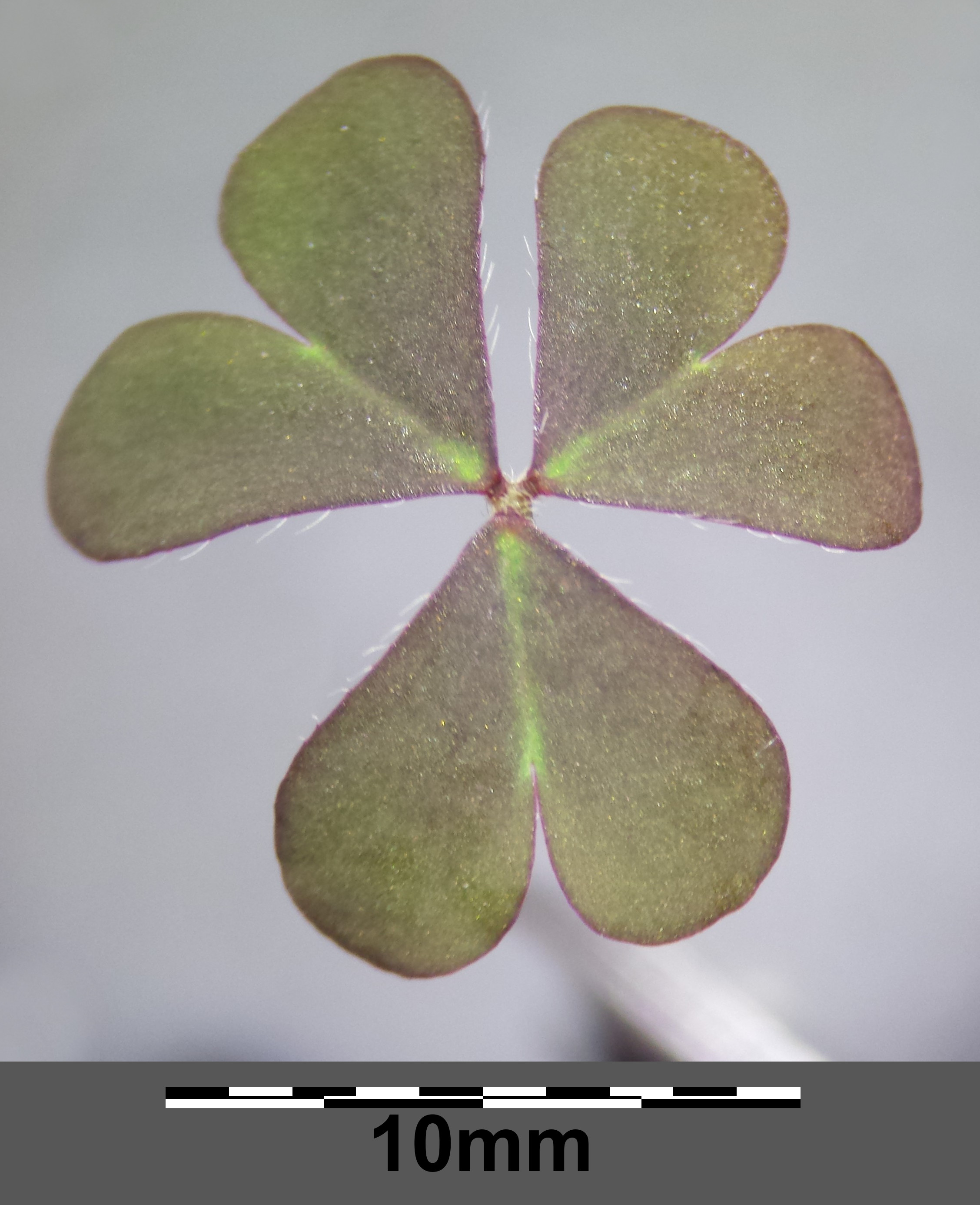
Levele
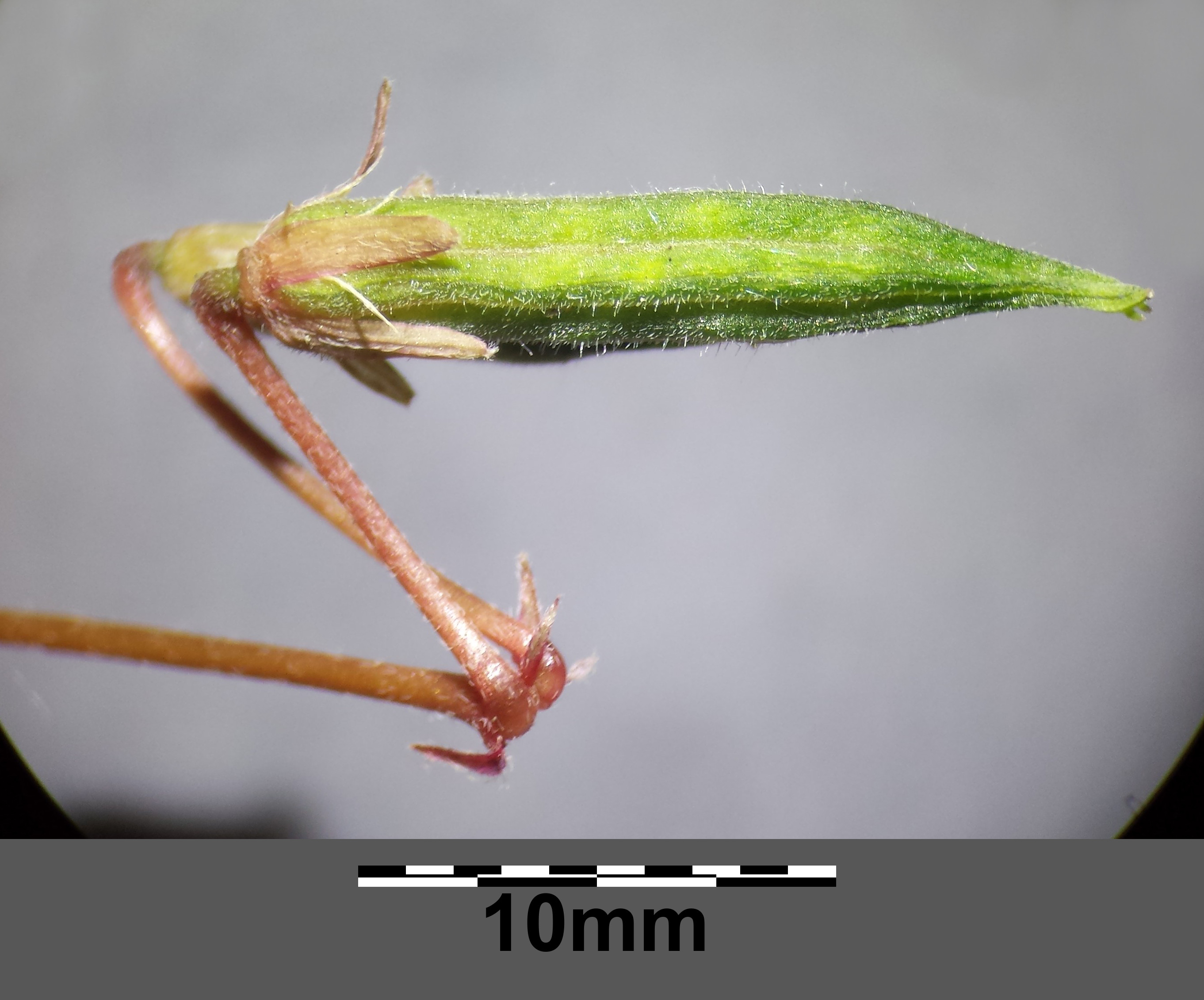
Termése